# Лисичкин, Никита Васильевич
Ники́та Васи́льевич Лиси́чкин (19 сентября 1864 — 21 января 1932) — терский казак, член III Государственной думы от Терской области.

## Биография
Православный. Казак станицы Ессентукской. Домовладелец (дом в Ессентуках).
Окончил двухклассное училище, затем выдержал экзамен на классный чин при Пятигорской гимназии.
В течение пяти лет был станичным атаманом. До избрания Государственную думу служил в управлении Кавказских Минеральных Вод. Был женат.
12 сентября 1908 года на дополнительных выборах в Государственную думу от съезда уполномоченных от казачьих станиц был избран на место скончавшегося Е. И. Тихонова. Входил во фракцию октябристов, с 4-й сессии — в русскую национальную фракцию. Состоял членом комиссий: по государственной обороне, по рыболовству, по вероисповедным вопросам, об охоте и по исполнению государственной росписи доходов и расходов.
После революции в эмиграции в Болгарии. Избирался депутатом Верховного круга, товарищем председателя Большого и Малого круга. 
Скончался от артериосклероза 21 января 1932 г. в Приюте для престарелых и хроников Российского Общества Красного Креста в селе Шипка (Болгария), похоронен на Шипкинском кладбище при русском инвалидном доме